# Древичное
Древи́чное (бел. Дрэві́чнае) — озеро в Чашникском районе Витебской области Белоруссии. Относится к бассейну реки Усвейка. Располагается приблизительно в 8 км к востоку от города Чашники и в 1,5 км к востоку от деревни Дубинцы.
Площадь поверхности озера составляет 0,07 км². Длина — 0,38 км, наибольшая ширина — 0,22 км, длина береговой линии — 1 км.
Берега преимущественно низкие, песчаные, поросшие кустарником и местами лесом. Вдоль северного берега формируются сплавины. Со всех сторон, кроме востока, озеро окружает заболоченная пойма шириной до 100 м. Водоём умеренно зарастает.
Через озеро протекает малая река Чернуха, выше по течению которой находится озеро Святое.
В озере обитают карась, линь, окунь, плотва и другие виды рыб.